# Надежда Петровић
Надежда Петровић (Чачак, 11. октобар 1873 — Ваљево, 3. април 1915) била је српска сликарка и фотограф.
Њен опус обухвата скоро триста уља на платну, око стотину скица, студија и крокија као и неколико акварела. Дела јој спадају у токове сецесије, симболизма, импресионизма и фовизма. Својим радом је поставила темељ српском модерном сликарству.
Једна је од оснивача Кола српских сестара и први секретар организације. Пионирка је ратне фотографије међу женама на Балкану. Прва је жена ликовни критичар и уз Бранка Поповића је родоначелник новије српске ликовне критике.
Надежда Петровић је волонтирала као болничарка српске краљевске војске у Балканским ратовима и Првом светском рату. Током Великог рата је преминула од последица тифуса.

## Биографија
Рођена у Чачку 29. септембра/11. октобра 1873. године од оца Димитрија - Мите Петровића и мајке Милеве рођене Зорић, сестричине Светозара Милетића. По очевој линији води порекло из Херцеговине, док се мајчина породица преселила са Космета током Велике сеобе Срба под Арсенијем III Чарнојевићем и населила у Земуну. Обоје родитеља су били образовани, познавали су књижевност, историју, сликарство и залагали су се за препород Србије, просвећивање народа и боље услове живота на селу. Надеждин отац је био даровит за сликарство и учио је код Стеве Тодоровића. Породица је имала 13 деце од којих је 9 преживело. Њена млађе сестре су Милица Мишковић и Анђа Петровић, а најмлађи брат је књижевник Растко Петровић.
Са породицом се 1884. године преселила у Београд. Вишу женску школу завршила је у Београду 1891. године. Следеће, 1892. године, полаже испит за наставницу цртања у средњим школама и постаје ученица у атељеу Ђорђа Крстића. 1896/97. године похађа школу код Цирила Кутљика. Од 1898. године почиње школовање у Минхену у атељеу Словенца Антона Ажбеа.
Надежда Петровић године 1899. и 1900. радила је као педагог у Пљеваљској гимназији у Аустроугарској окупационој зони Пљеваља. Већ 1900. године имала је прву самосталну изложбу у Београду. Конзервативни критичари за њена дела нису имали позитивне рецензије. Тада се у делу београдске штампе термин импресионизам спомиње са поругом. Године 1901. започиње рад у атељеу Јулијуса Екстера у Минхену.
Године 1903, 26. августа са Делфом Иванић и Савком Суботић оснива хуманитарно друштво Коло српских сестара. Друштво је настало као одговор на погроме над хришћанима у, како се тада сматрало Старој Србији, након Илинденског устанка. Она је са Милицом Добри крајем 1903. чак отишла у Македонију и Стару Србију и тамо делила хуманитарну помоћ коју је друштво сакупило. Са њима је под маском пратиоца ишао и Војислав Танкосић који је радио на стварању српске четничке организације. Надежда је своје импресије са овог опасног путовања оставила у драми Војвода Мицко Поречки, где је главни лик војвода Мицко Крстић. Написала је још једну необјављену драму. Драма није објављена за њеног живота.
Од 1904. године ангажује се у домовини око Прве југословенске уметничке изложбе, оснивања Ладе и Прве југословенске уметничке колоније (Сићево, Пирот, 1905. године). Писала је ликовне критике.
Она се дивила радовима француског импресионисте Монеа, као и дометима Беклина, Удеа, Цигела и Коринта. Посетила је Рим 1907. и боравила у Француској 1910-1912. Током боравка у Паризу поред уметничког рада говорила је Пацифичком новинарском друштву о страдању и патњи српског народа под турском окупацијом.
До 1912. године излагала је на многобројним изложбама: Изложба Ладе; Изложба југословенске колоније 1907; Изложба српског уметничког удружења 1908; Друга самостална изложба у Љубљани 1910; исте године у Паризу на Јесењем салону и у Загребу у оквиру групе Медулић; наредне 1911. године излагала је у српском павиљону на Међународној изложби у Риму, на Салону интернационалне уније и Јесењем салону у Паризу. У Београду је 1912. године отворила сликарску школу и учествовала на четвртој југословенској изложби.
У Првом балканском рату учествује као добровољна болничарка на фронту. Са српском војском је поново 1913. и 1914. године.
Почетком децембра 2024. откривена је њена до тада непозната слика мањеног формата, названа Пејзаж.
Умрла је у Ваљеву 3. априла 1915. године, од пегавог тифуса, била је на дужности добровољне болничарке. Епидемија у Ваљеву је однела животе и лекарима Драгињи Бабић, Селимиру Ђорђевићу и другима.

## Лични живот
Отац јој је умро априла 1911, а мајка 1912. године. Њихову смрт је тешко поднела.
Залагала се за ослобођење јужнословенских народа и следила је државне идеје краља Петра I Карађорђевића. Предводила је протесте против аустроугарске окупације Босне и Херцеговине.
Била је другарица са Аписом и његовим следбеницима, заговорницама националне револуције у циљу стварања народних идеала уједињења Српства.

## Уметнички рад
Надежда Петровић је најзначајнији српски сликар с почетка века. Иако је тематски остала верна националном, стилски се потпуно окренула савременим токовима европске уметности. У односу на остале наше уметнике ишла је знатно испред свог времена – сигурно да је и то један од разлога што од својих савременика није била добро схваћена, а у једној традиционално патријархалној српској средини.
Њено сликарство највећим делом иде у корак са европским експресионизмом, а понекад се чак приближава, тада још неафирмисаној, апстракцији.
На њеним најбољим радовима доминирају велике површине, њене омиљене, ужарено црвене боје и, њој комплементарна, зелена. Љубав према бојама ствара на неким платнима колористички вртлог где се, поред осталих, истичу фовистичка љубичаста, плава и црна боја. Снажни потези четкице и широки и густи, пастуозни, намази понекад платно претварају у динамичну рељефасту површину. Волела је да слика портрете и пејзаже, а њен патриотизам огледао се и у честом избору тема из националне историје и сликању људи и предела Србије.
Дело Надежде Петровић, у целини, зрачи страшном експресијом, снагом и храброшћу ове јединствене жене - сликара са Балкана. Школовање у Минхену, посете Паризу и Италији и стални повратак традиционалној Србији оставили су траг на њеним платнима, па се њен опус може поделити на неколико периода.
Током балканских и Првог светског рата бавила се и фотографијом, као прва жена ратни фотограф.
Музејска саветница и ауторка изложбе цртежа Петровићеве, Евгенија Блануша, наводи да њене слике одишу богатим колоритом и снажном енергијом, цртеже одликују нежни тонови и суптилност у изведби.
Сабране критике Надежде Петровић објавила је Уметничка галерија Надежда Петровић у Чачку 2009.

### Минхенски период (1898—1903)
Први минхенски период у њеном стваралаштву траје до 1901. Она учи сликарство у школи Антона Ажбеа, словеначког сликара (Баварац, копије старих мајстора).
У његову школу се уписала 15.11.1898. године. Азбе је био талентован и цењен. школа се прочула због либерализма своје наставе и њена популарност је нагло порасла. У време Надеждиног доласка у Азбеовом атељеу су били словеначки сликари Јакопиц, Грахар и Јама чији су радови изазивали велико поштовање. Азбе је инсистирао на цртежу као основи сликарства, такође истиче и тон као једино средство моделације форме у простору у зависности од светла које је дефинише. За годину дана је код Азбеа научила 3 језика: њемачки, француски и руски. Требало је да се уда тих година али није јер је била испровоцирана ценкањем своје ¸¸свекрве¸¸ око мираза. Код Азбеа је такође научила неке елементе у сликарству који ће касније дефинисати сам карактер Надеждиног сликарства:темпераментан широк потез четкицом, инсистирање на боји, одушевљавање пејзажом и осетна индивидуалност.
Дана 25. августа 1900. године изложила је Надежда у сали Велике школе своје сликарске радове и та изложба објављена је преко свих престоничких листова. То је била њена прва изложба. Критика је била негативна. Пера Одавић је рекао да су импресионистички радови, радови болесних и трулих мозгова. Након ових критика није се обесхрабрила већ се вратила у Берлин. Подстичући своје ученике Азбе је успевао да га његови ђаци престигну. Тако су Надежди оквири Азбеове школе постали преуски и она прелази код Јулијуса Екстера. Јулијус Екстер је био импресиониста под утицајем Удеа и Беклина. У његовој школи се сликало у природи. Надежда ту слика вернираном темпером која има ефекте уљем рађене слике.што се тиче портрета Надежда покушава све да реши бојом, ширим потезом, динамичнијом фактуром и примењује више колоризам.
У Екстеровој школи је напредовала у смислу осамостаљена и формирања личног израза. Касније се настанила у селу Фелдвизе код Иберзеа. Ту Надежда израста у колористу, бојене површине постају знатно организованије и осетљиве у односу на форму посматраног предмета. Тада настаје њено дело Стабло у шуми.
Други минхенски период - рад у атељеу Јулијуса Екстера, једног од оснивача минхенске Сецесије (Баварац са шеширом, Воденица, Иберзе, Борова шума, Јелова шума, Акт с леђа
- Торзо мушкарца, 1898.
- Бреза и јела, 1900.
- Дрво у шуми, 1902, Народни музеј Београд
- Баварац са шеширом, 1900, Уметничка галерија „Надежда Петровић“ Чачак
- Воденица, 1901, Уметничка галерија „Надежда Петровић“ Чачак

### Српски период (1903—1910)
Први српски период - после 1903. (Стабло у шуми, Ресник - више студија, Старо гробље, Жетва, Домаћин, Девојче из Сићева, Сићево - више студија, Гуслар, Калуђер)
Други српски период - после Италије 1907. (Дереглије на Сави, Жена са сунцобраном, Анђа, Старо београдско гробље)
Српски период има 3 фазе: 
1. 1903-1907 (формирање уметничке личности)
2. 1907/08. (импресионистичка фаза)
3. 1909/10. (фаза развијеног колоризма)

Надежда Петровић се пре предвиђеног рока враћа у Србију. Мити Петровићу је краљ Александар понудио да напише биографију краљице Драге и тиме преко њеног деде да докаже њено племенито порекло. Мита Петровић то одбија и краљ наређује да га пензионишу. У то време у држави се дешавају бројне политичке демонстрације. 15.8.1903. У Сали код Коларца одржан је женски митинг на коме је Надежда Петровић причала дуго и надахнуто. Тако је настало Коло српских сестара. Те године Надежда није сликала. Међутим, 1904. године била је окупирана Првом југословенском изложбом. Тада у њеном сликарству доминирају пејзажи. Радила је сочне, црвене пределе из околине Београда пуне слободне боје и заноса што је дало посебну особитост сликама. Радила је по Екстеровом поступку, хитрим и широким потезима четке, а зелена, жута и плава боја са ретким полутоновима уклапају се у ужарено црвено-главну боју. Прва југословенска изложба је била до тада највећа на Балкану. Била је то смотра ликовног стваралаштва Срба, Хрвата, Словенаца и Бугара. Отворио ју је краљ 4.9.1904. године у Великој школи. Након изложбе кућа Мите Петровића је постала најчувенија уметничка југословенска кућа у Београду. Ту је осмишљена Југословенска уметничка колонија.
Године 1905. Надежда и 6 млађих уметника из Хрватске и Словеније радили су у околини Сићева. Идеја југословенства, одушевљавање радом у природи и став да су светлост и боја основне вредности савременог сликарства су их спајале. Од 1905. до 1908. године је најплоднији период Надеждиног сликарства. Тада настаје серија слика из Сићева. То су мајсторски насликане слике трозвуком боја:црвена, плава и жута. Критичарима постаје јасно да је Надеждино сликарство нешто што се више не може игнорисати.1907. године Надежда је насликала ¸¸Дереглије на Сави¸¸. Та слика се сматра једном од првих манифестација импресионизма у српској уметности због светле гаме и скицозног поступка, али се остале слике не могу сматрати импресионистичким. Више припадају колористичком експресионизму због пастуознусти слика и изражене склоности ка интензитету боје.
- Јеврејска мала у Београду, 1903.
- Ресник, 1904, Народни музеј Београд
- Призренка (Циганка), 1905, Уметничка галерија „Надежда Петровић“ Чачак
- Плетиља, 1906.
- Из Иберзеа, уље на картону 1907. (Музеј савремене уметности)
- Портрет Косаре Цветковић - уље на картону 43,5x32,5 cm, 1905, Народни музеј у Београду
- Млада жена, 1907.
- Жена са сунцобраном, 1907.
- Жетва, 1908.
- Портрет старице (Милевица Петровић), 1909, Уметничка галерија „Надежда Петровић“ Чачак

### Париски период (1910—1912)
Када је посетила Париз Надежда је боравила у Мештровићевом атељеу. У то време нико није могао бити врстан уметник а да мимоиђе Париз. Тадашњи сликарски Париз, у ком је посмртна слава Сезанова била на врхунцу, био је у грозници нисходљивих, езотеричних тражења и открића, називаних познатим именима. Њима се није остварио Сезанов сан да веже импресионизам за пусеновску традицију и њих се није тицала публика у шкрипцу која ту уметност не разуме а од које се ипак очекивало да схвати и заволи све језике настајуће нове уметности и сва супротна тврђена на њима речена. Надежда која ја имала смисла за ново и смело и која је нагонски била окренута према будућности није могла остати равнодушна према томе Паризу. Наводи се чак да је са Пикасом, Матисом и Маријом Лорансен учествовала на једној уској, али првој изложби фовиста. Писала је да правци као што су кубизам и фовизам носе у себи младост и здравље и да нису нимало ¸¸лоши¸¸ по околину и за младе људе. Две најбоље слике ¸¸Богородичина црква¸¸ и ¸¸Булоњска сума¸¸ је насликала у Паризу. На тим сликама је све подређено боји и светлости.
(Мост на Сени, Кеј на Сени, Краљевић Марко и Милош Обилић, Булоњска шума, Море, Плажа у Бретањи, Богородичина црква у Паризу)
- Море, 1910, Уметничка галерија „Надежда Петровић“ Чачак

### Ратни период (1912—1915)
(Чаршија, Стари шедрван у Призрену, Призрен, Грачаница - неколико студија, Косовски божури - неколико студија, Душанов мост, Везиров мост, Рушевине, Ваљевска болница)
- Стари Седрван у Призрену
- Поље косовских божура
- Стари Призрен
- Ваљевска болница (1915)

## Добровољац у српској војсци

### Балкански ратови
Сви можеми изгинути али наше споменике морамо сачувати.

— Из писма породици са фронта
Када је на Балкану и Србији отпочео рат Надежда Петровић добровољно је кренула за српском војском као болничарка. У Првом и Другом балканском рату Надежда Петровић је била добровољна болничарка на фронту. За време балканских ратова Надежда се редовно јављала својима дописницама. На једној од њих Надежда пише: "... Ми овде живимо у непрекидном јауку рањеника, превијању рана, покличу наше јуначке војске, маршевима њиховим, дочеку и испраћању њиховом на бојно поље, да их отуда рањене примамо и негујемо. Па ипак све оде са одушевљењем, а Турци губе битке и наша победа је на помолу. Наши војници ми изгледају као браћа и њихови узвици: "Сестро, сестро!" — истински су и чине ме поноситом што сам им у помоћи. Рањеници стижу у транспортима по педесет и седамдесет. Надам се за дан-два, да ћу са пољском болницом кренути ка Новом Пазару... Када смо пролазили кроз Краљево свечано су ме дочекали многи очеви, пријатељи и ђаци..." На карти из Љуме Надежда својима пише да јој је шатор преко пута рушевина "куле Луке Капетана где се шеће Роксанда дјевојка". Често се на картама потписивао и шеф санитета др Рувидић, кога је више пута портретисала. Из тог времена (1913. године) потиче и позната фотографија Надежде Петровић. На тој фотографији Надежда је у црнини, са великим црвеним крстом на рукаву капута, с љубичицама за појасом. За време одмора настајале су њене познате слике. Једна од њих је Везиров мост, на којој је записала "...као једина болничарка, неговала 80 тифусних болесника..."

### Први светски рат
Сада сам села после целе ноћи скупљања по разбојишту претеклих нескупљених рањеника после јучерашњег страшног крвавог окршаја; нисам ни хлеба јела, толико је било посла око тога, да сам скоро пала од умора; целе ноћи смо их доносили, превијали; дерала сам и своју болничку кецељу и кошуља је дошла на ред... Завоја је понестало а ране страшне зјапе. Тиче се живота; ту се не обазире ни на шта, само дај, превијај, заустављај крварење, запуши ране, разлокане, да се кроз сломијена ребра назиру срца и плућа, а очи исколачене безумно од бола и страха пред смрћу.

— Писмо породици, септембар 1914.
За време Првог светског рата Надежда Петровић је била добровољна болничарка Дунавске дивизије, са којом учествује у борби на Мачковом камену. У једном од писма породици из септембра 1914. Надежда је писала својима о борбама на Мачковом камену: ... Ми смо овде имали за првих шест дана надчовечанске маршеве из Срема чак на Јагодњу планину, а овде за четири дана долазак четири хиљаде рањеника... Борбе су биле ужасне и очајне с наше стране, а и отпор Аустријанаца доводио је наше до беса. Па после шест дана успеха и напредовања преко Рожња, Милутиновог гроба, Милетина брда; газећи преко јаруга и увала и стрмина преплављених нашим рањеницима и рањеницима аустријских Словена, заустављамо се на Јагодњи, на коти 915 Бранковац, према Мачковом камену. Борбе вођене на том положају биле су више него огорчене, борбе до истребљења. Сви командири чета, командири батаљона, водници, пет команданата пука, пет потпуковника из деветог, четвртог прекобројног, четвртог првог и другог позива и 64 официра из Осамнаестог пука, изгинуло је и смртно рањено, а војника управо је остало на половини из свију пукова. Има јединица које су бројале од 450 на 120. Рањеника смо имали 4 000, ја мишљах полудећу од јада и чуда .... имала сам нервну кризу .... када су нам одједном донели двадесет официра тешко рањених, бејах скамењена ... сместила сам их у велики шатор ... отпочела сам очајно плакати, тако да су ме сиромаси они сами тешили, а један од њих милујући ме руком по рукаву, сам се гушио у сузама говорећи ми: "Храбро, госпођице Надежда, даће Бог, истрајаћемо, победићемо, осветиће нас они који тамо остадоше" .... господе зар не видите, изгинусте сви. Боже, што казни овако нашу нацију!... Ниједан рат наш прошли не пружаше нам толико јада и страхоте ... али Мачков камен ипак паде, после свијух напора наших у руке Аустријанцима ... морадосмо се повући, јер нам је претила опасност да нас све заробе, нарочито завојиште — били смо сувише близу њих; морали смо све официре што пре евакуисати за Пећску — Ваљево ... силних познаника овде испратих до вечне куће. Мачков камен је постао други Говедарник ... Четврти прекобројни и Девети пук остали су потпуно без официра и командира ... Наш брат Влада сјајно се показао у овим борбама. Био је јуначан и храбар, хвале га сви. Чак ми га је хвалио и његов командант рекавши ми: "Можете се и ви и ми с њиме поносити, рањен је у леву руку, — али ће се свакако после неколико дана вратити у команду.
У писмима помиње и употребу думдум метака од стране аустријске војске: Сада прихрањујемо и евакуишемо рањенике и купимо их по јаругама. Рана има ужасних из думдум метака, тако да се згражавамо. Аустријанци мећу думдум метке чак и у митраљезе, а у пушке пола думдум, а пола обичних од осам милиметара, много крупнијих метака од наших. Ја издржавам умор прилично ... чекам писмо од вас ... оно би за мене много значило.
После победе српске војске у Церској и Колубарској бици у затишју 1915. год. Надежда одлази за Скопље где се склонила њена породица. Родбина је преклиње да се не враћа на бојиште. Тада је Надежда могла да бира, да иде на конференцију у Рим, у једну београдску болницу на рад или у болницу једне стране мисије у Ниш. Међутим, сва одважна, изабрала је своју болницу у Ваљеву. Тада је Ваљево било "...велика кужница, у којој се једва зна ко је жив, ко је мртав...". После Сувоборске битке Ваљево је косила епидемија пегавог тифуса. Болест је односила војнике, лекаре, болничаре и цивиле. Крајем марта 1915. године зараза је захватила и Надежду Петровић која је радила као болничарка Инфективне бојне болнице. Боловала је седам дана.
Умрла је од тифуса 3. априла 1915. године. Са ваљевског гробља је пренесена на београдско Ново гробље 2. јуна 1935.

## Наслеђе
Она је покушавала да локално и национално споји са начелима интернационалне модерне.
Бранко Поповић је њене пределе окарактерисао као динамички експресионизам и закључио да је она наш најнапреднији планерист. Он сматра да је Надежда творац нашег изворног савременог пејзажа, да је њено сликарско дело јединствено и неупоредиво и да ће остати само њено као и да је Надежда заслужна за сликовни израз наше земље и неба, и нашег села.
У част Надежде Петровић, у Чачку од 1960. године сваке друге године одржава се ликовна смотра под називом Меморијал Надежде Петровић. У оквиру њега се додељују награде.
O њеном животу снимљен је ТВ филм Надежда Петровић.
У Народном музеју Србије у Београду налазе се 92 њене слике, 11 цртежа и блок са 36 скица.
На папирној новчаници Народне банке Србије од 2005. године на 200 динара налази се лик Надежде Петровић, а на полеђини новчанице фотографија болничарке Надежде Петровић из 1913. године.
По њој су назване ОШ „Надежда Петровић“ Нови Београд, ОШ „Надежда Петровић” Велика Плана, Медицинска школа „Надежда Петровић”.
Споменик Надежди Петровић у Чачку извајао је Иван Мештровић.
Две слике Надежде Петровић украдене су из амасаде ФНРЈ у Паризу 1949-1950.
Роман „Један могући живот” Иванке Косанић је њена романсирана биографија. Монодрама „Ненаписана писма” за тему има живот Надежде Петровић.
Компанија Гугл је 12. октобра 2015. године обележила 142 године од рођења Надежде Петровић посебно дизајнираним „дудлом”.
УНЕСКО је уврстио обележавање 150. годишњице рођења Надежде Петровић у свој календар за 2022/23. годину.
Народне рукотворине, народне ношње, накит и други предмети које је Петровићева сакупљала, укупно 125 предмета, део су колекције Етнографског музеја и били су изложени у оквиру засебне изложбе током 2023. године.
О њеном раду и значају историчарка уметности др Лидији Мереник наводи: Она је раскинула са традиционалном историјском композицијом баш као што су то учинили и импресионисти, раскинула је са „улепшаним светом” и пропутовала Србију и граничне, јужне крајеве сликајући земљу и народ онакве какви су били, а не како би она волела да буду. Она је увезала слободан модерни израз у еманциповане теме и идеолошко-политички контекст, чему је сведок њен отаџбински или „ратнички” циклус, примера ради. Прва је, већ после 1908, напустила експеримент са импресионизмом и кренула ка изразитој, жустрој експресији и колоризму. Њен аутохтони стил не можемо назвати неким већ категорисаним називом, била је то и остала јединствена и оригинална творевина Надежде Петровић, мајке српског сликарског модернизма.

## Одликовања
Додељен јој је Орден Светог Саве и пет других одликовања.
| Награда или одликовање | Награда или одликовање | Додељује         |
| ---------------------- | ---------------------- | ---------------- |
|                        | Орден Светог Саве      | Краљевина Србија |
|                        | Орден Црвеног крста    | Краљевина Србија |
|                        | Медаља за храброст     | Краљевина Србија |

## Одабрана дела
- Мртва природа, 1898.[41]
- Бетовенова маска, 1898.[41]
- Зелени предео, око 1900.[41]
- Читање, око 1900.[41]
- Брезе, 1901.[41]
- Предео са боровом шумом, 1901.[41]
- Шумски преде, 1904.[41]
- Сељанке, 1904.[41]
- Српска сељанка са обрамицом, 1905.[41]
- Портрет Косаре Цветковић, 1905.[41]
- Три српске сељанке, 1905.[41]
- Циганке, 1905.[41]
- Домаћин, 1905.[41]
- Сељак са шубаром на глави, 1905.[41]
- Сељанка, 1905.[41]
- Калуђер, 1906.[41]
- Мој отац, 1907.[41]
- Сестрин портрет, 1907.[42]
- Предео са колибом, 1907.[42]
- Село, 1907.[42]
- На Дунаву, 1907.[42]
- Острво љубави, 1907 или 1908.[42]
- Предео, 1908.[42]
- Моја мајка, 1909.[42]
- Женски акт, 1909.[42]
- Дама са црвеним шеширом на глави, 1909.[42]
- Мод Алан, 1909.[42]
- Жена у балској хаљини, 1910.[42]
- Зелена шума, 1910.[42]
- Мост на сени, 1910.[42]
- Брдски предео, 1910.[42]
- Чаршија, 1912.[42]
- Предео, око 1912.[42]
- Везиров мост, 1913.[42]
- Призрен, 1913.[42]